# Ray Scott
John Raymond Scott, detto Ray (Filadelfia, 12 luglio 1938), è un ex cestista e allenatore di pallacanestro statunitense, professionista nella NBA e nella ABA.

## Carriera
Venne selezionato dai Detroit Pistons al primo giro del Draft NBA 1961 (4ª scelta assoluta).

## Palmarès

### Allenatore
- NBA Coach of the Year (1974)